# Phrataria transcissata
Espèce
Phrataria transcissata est une espèce d'insectes lépidoptères (papillons) de la famille des Geometridae vivant en Australie.
Il a une envergure de 20 mm.

## Galerie

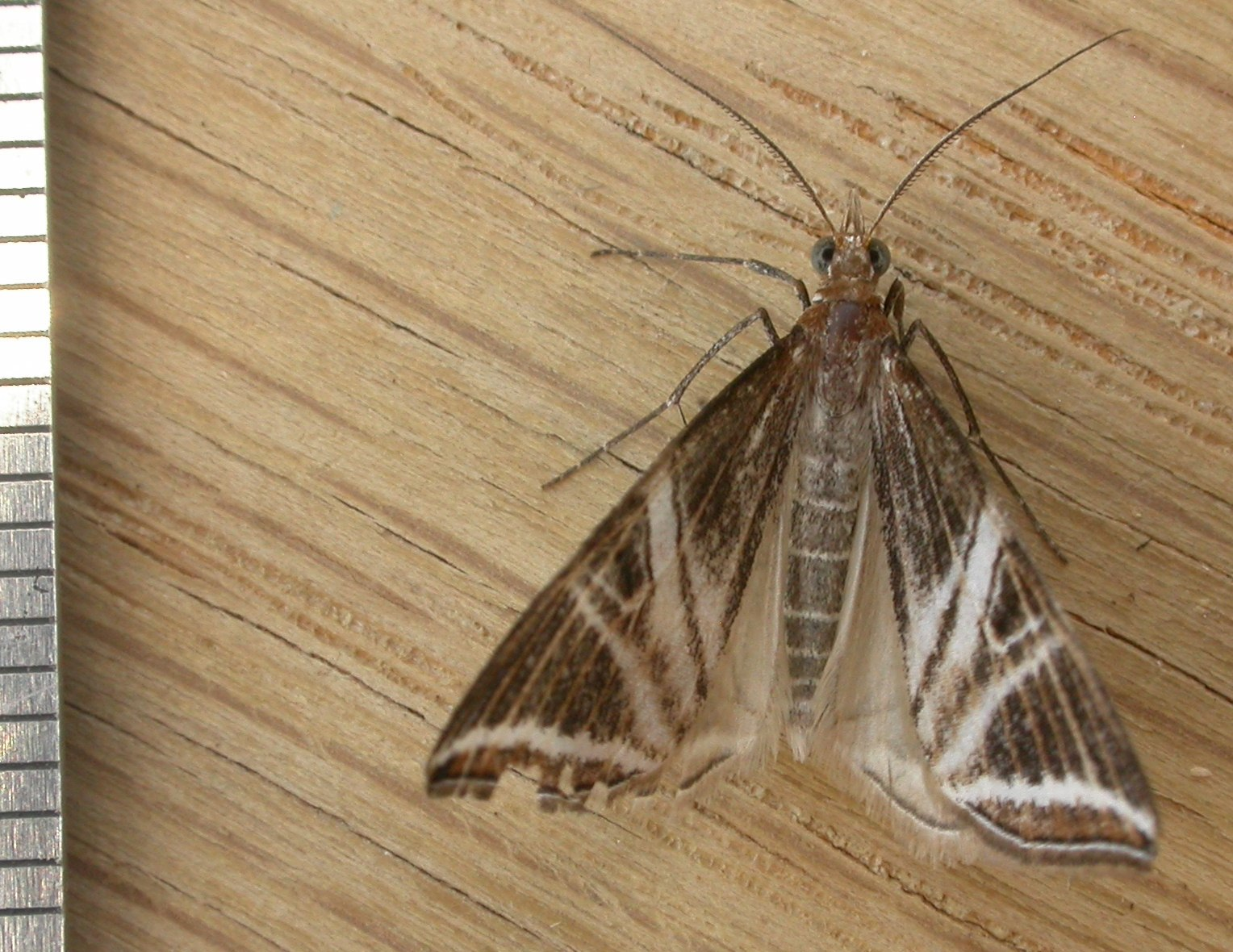